# 米井敬人
米井 敬人（よねい たかひと）は、放送作家、漫才作家、落語作家。萩原芳樹の弟子。萩原芳樹事務所所属。

## 来歴・人物
大阪府出身。大阪芸術大学芸術計画学科卒業、大学では落語研究会所属。大阪シナリオ学校51期生。
関西のテレビ、ラジオを中心に活動中。
また落語家の笑福亭たまの「ショート落語」の作でもある。

## 担当番組
現在
- 扇町寄席（関西テレビ）
- 満員御礼!福島一丁目劇場（朝日放送ラジオ）
- 今ちゃんの「実は…」（朝日放送テレビ）
- 音芸の世界（ラジオ大阪）
- なるみ・岡村の過ぎるTV（朝日放送テレビ）※特番時はブレーンとして
- 特盛!よしもと 今田・八光のおしゃべりジャングル（ytv）
- ケンゴローサーカス団（毎日放送テレビ）

ほか
過去
- TENGEKI presents シンプレの底底ラジオ（朝日放送）
- にこいち 〜スーパースター友情列伝〜（朝日放送）
- ミューパラ特区（朝日放送）
- 藤井陣内のザ・レジェンド（朝日放送）
- 暗躍!芸人ブローカー 〜テレビに出ない（秘）芸人密売所〜（関西テレビ）
- ごきげん!ブランニュ（朝日放送テレビ）
- 地元応援バラエティ このへん!!トラベラー（朝日放送テレビ）
- ジモイチドライブ〜地元の一番でおもてなし旅〜 朝日放送テレビ）
- 雨上がりのやまとナゼ?しこ（朝日放送テレビ）
- 西方笑土（NHK大阪放送局）
- ラジオよしもと むっちゃ元気スーパー!（ラジオ大阪）

ほか

## 担当DVD
- なつかしの昭和爆笑漫才 -天国の笑星（スター）

## 脚本
- 「君は人のために死ねるか」（うめだ花月）

### 浪曲
- 「笑福亭仁鶴物語」（口演：春野恵子、なんばグランド花月、2023年8月17日）[1]